# Charles Bertrand
Charles Bertrand, född 5 februari 1991 i Paris, är en fransk professionell ishockeyspelare som säsongen 2016–2017 spelar för Ässät i FM-ligan.
Bertrand har även spelat ett flertal matcher för det franska hockeylandslaget.

## Klubbar
- Dragons de Rouen, 2006–2007
- HC Dukla Trenčín, 2007–2009
- EC Red Bull Salzburg, 2009
- Hokki, 2010–2011 (lån)
- Lukko, 2009–2013
- TPS, 2013
- Färjestad BK, 2013–2014
- Vasa Sport, 2014–2016
- Ässät, 2016–